# 比加普尔
比加普尔（Bighapur），是印度北方邦Unnao县的一个城镇。总人口6287（2001年）。

## 人口
该地2001年总人口6287人，其中男性3238人，女性3049人；0—6岁人口843人，其中男455人，女388人；识字率68.14%，其中男性为75.17%，女性为60.68%。